# Serjania amplifolia
Serjania amplifolia är en kinesträdsväxtart som beskrevs av Ludwig Radlkofer. Serjania amplifolia ingår i släktet Serjania och familjen kinesträdsväxter. Inga underarter finns listade i Catalogue of Life.